# L'Agenda de Donald
Pour plus de détails, voir Fiche technique et Distribution.
L'Agenda de Donald ou Le journal de Donald au Québec (Donald's Diary) est un dessin animé de la série des Donald produit par Walt Disney pour Buena Vista Pictures et RKO Radio Pictures, sorti le 5 mars 1954.

## Synopsis
Au début, le 29 février, Donald marche le long du quartier (qui semble être à San Francisco) sifflant et entretenant ses propres affaires dans l'espoir qu'il serait destiné à trouver la fille de ses rêves. Daisy, à la maison, l'entend et se prépare dans une belle robe rouge et des pantoufles noires afin que Donald la remarque. Elle fait plusieurs tentatives (déposer son linge, apparaître à la librairie, faire semblant de s'évanouir, et faire semblant de se noyer) mais sans succès. Daisy fait alors un piège pour Donald. Donald est littéralement balayé de ses pieds et les deux tombent amoureux.
Quand ils sortent ensemble, ils regardent un film quand il pleut, ils dînent dans un restaurant, regardent le lac près du pont, et ils gravent leurs noms sur un arbre, qui avait d'autres sculptures de Daisy et de ses précédents petits amis. Donald et Daisy s'emportent avec un baiser. Le lendemain, Donald est invité à rencontrer sa famille, Donald reçoit un pistolet à eau des jeunes frères de Daisy (qui ressemblent fortement à Huey, Dewey et Louie), Daisy lui présente aussi sa mère sourde (qui ressemble exactement au portrait de James Whistler de "Arrangement en gris et noir") et son père photographe fou, que Donald croyait être son genre de personnes.
Donald va à la bijouterie chercher une bague de fiançailles et retourne chez Daisy, où les garçons dansent joyeusement pour lui et reçoivent de l'argent de Donald. Donald crie : "Quelqu'un est rentré ?" Daisy rappelle : "Descends dès que je me lave le nez, rêveur !" et prend une douche. Alors que les parents de Daisy préparaient le terrain pour son grand moment, Donald s'endort et commence à rêver. Comme il le fait, il se retrouve dans un monde de rêve où il rencontre Daisy et lui propose. Daisy répond : "Je le ferais ? ! Bébé ! !" avant qu'il puisse finir de demander, faisant des rêves de Donald se réaliser.
Les deux se sont mariés et sont partis, après que Daisy se soit débarrassée d'une caravane pour préparer leur lune de miel. Les garçons roulent aussi dans le dos, mais Donald les expulse avec colère, faisant pleurer et se sentir blessé. Bien qu'elle fût loyale, elle était aussi très sensible et avait un sens merveilleux de la valeur (comme elle regarde un anneau que Donald lui a donné et croyant que cela ne valait rien). Ils se rendent à leur maison de rêve sur la colline et Donald l'emmène avec impatience jusqu'à la porte et la frappe à la porte où la mère de Daisy crie : "Ne leur faites pas de traces de boue sur le sol !"
Après la lune de miel et pendant le mariage, le mariage de Donald et Daisy n'était pas comme Donald s'y attendait. Donald avait parfois peur d'avoir l'air somnolent et quand Donald rentrait chez lui, Daisy prenait son argent et brûlait par inadvertance le repas de Donald. Daisy invite aussi toute sa famille à dîner, ne laissant rien à Donald. Alors que Donald est assis sur sa chaise, Daisy la vole et lui dit sévèrement : "Les ordures, mon vieux !" Donald le fait alors qu'il a commencé à voir un changement en elle. Alors qu'il part pour s'échapper, Daisy le ramène et l'enferme dans un pilori le forçant à faire la vaisselle et en faisant un prisonnier dans sa propre maison. Donald se demande si c'était la félicité de mariage qu'il avait espéré.
Donald a alors commencé à perdre son identité et est littéralement devenu un robot. Daisy l'esclave en criant "Coupe l'herbe ! Lavez la vaisselle ! Battez les tapis ! Sortez le chat ! Lave le sol ! Poussez les meubles ! Arrose les fleurs !" jusqu'à ce que Donald soit complètement épuisé et explose comme une bombe. D'une certaine manière, tout ça n'était qu'un mauvais rêve, comme Daisy le dit gentiment "Donald ? Donald ! Rêveur, réveille-toi !" Donald se réveille lentement jusqu'à ce qu'il se lève et crie d'horreur et s'éjecte laissant un trou en forme de canard dans la porte pour ne jamais revenir, annulant ainsi le mariage.
Sur la dernière scène, Donald écrit dans son journal : "C'était une évasion étroite. Bien que je sois né quand je l'ai embrassée, je suis mort quand nous nous sommes séparés." Donald entend alors un clairon jouer de la fanfare et s'épuise en gardant un fort dans le désert avec un drapeau tricolore français dessus. Donald avait ajouté dans son journal : "Et pourtant je vis pour un petit moment".

## Fiche technique
- Titre original : Donald's Diary
- Titre français : L'Agenda de Donald
- Série : Donald Duck
- Réalisateur : Jack Kinney
- Scénaristes : Brice Mack et Dick Kinney
- Animateurs: Harry Holt, Ken O'Brien et John Sibley
- Effets visuels: Dan McManus
- Layout: Bruce Bushman
- Background: Ralph Hulett
- Musique: Edward H. Plumb
- Voix : Clarence Nash (Donald), Ronald Colman (Narrateur et voix dans la tête de Donald) et June Foray (Daisy et la voix de la mère de Daisy)
- Producteur : Walt Disney
- Société de production : Walt Disney Productions
- Distributeur : Buena Vista Pictures et RKO Pictures
- Date de sortie : 5 mars 1954
- Format d'image : couleur (Technicolor)
- Son : Mono (RCA Photophone)
- Durée : 6 min
- Langue : (en)
- Pays de production :  États-Unis

## Voix françaises
- Jacques François : le narrateur
- Sylvain Caruso : Donald Duck, les frères de Daisy Duck
- Claude Chantal : Daisy Duck

## Titre en différentes langues
D'après IMDb :
- Argentine : El Diario de Donald
- Finlande : Akun päiväkirja, Kalles dagbok
- Suède : Kalle Ankas dagbok